# Моисеев, Алексей Сергеевич
Алексей Сергеевич Моисеев (родился в 1885 году, по другим данным 6 октября 1887 года в Саратовской области — 12 октября 1919 года, Воронеж) — революционер, участник Гражданской войны, большевик, участник вооруженного восстания в Воронеже в октябре 1917 года.

## Биография
Сын банковского служащего. В 1895 году поступил учиться в 1 Саратовскую гимназию. В 1900 г. перешел в частную гимназию Гесса. В 1901 году, будучи гимназистом, участвовал в революционной работе, был исключен из 5 класса. Служил счетоводом в Саратовской городской управе. Член РСДРП(б) с 1904 года. Партийное имя — Лёня.
Активный участник 1 Русской революции. В марте 1905 г. был арестован за участие в сходке. В мае 1906 г. был снова арестован, после допроса освобожден. 3 июня 1907 года был арестован и заключен в тюрьму. При обыске его квартиры была обнаружена антиправительственная литература. Установлена следствием и судом принадлежность к Саратовской вольной организации РСДРП. Был за то приговорен Саратовской судебной палатой 29 января 1908 г. к ссылке на поселение с лишением прав состояния. Был сослан в Иркутскую губернию. Вскоре бежал из ссылки через Пензу-Саратов-Москву в Швейцарию. Жил в Женеве, Ницце, Париже, встречался с Лениным. Около 10 лет жил там, пройдя путь от носильщика до литератора. Сотрудничал в левых социалистических изданиях Запада, примкнул к группе «Наше Слово».
После Февральской революции возвратился из эмиграции в Петроград, откуда ЦК партии большевиков направил его в Воронежскую губернскую парторганизацию. В Воронеж прибыл летом 1917 года. Участвовал в редактировании большевистских газет «Воронежский рабочий» и «Путь жизни». Активный участник Октябрьского переворота в городе, первый председатель Военно-революционного комитета. В октябре 1917 года он поднял солдат 5 пулеметного полка на восстание. В вооруженной стычке солдат с офицерами, происшедшей 30 октября возле штаба 8 бригады, был убит командир 5 полка полковник Языков и 5 офицеров штаба, несколько получили ранения. Участвовал в обороне города от конных корпусов генералов Шкуро и Мамонтова в сентябре 1919 года.

## Гибель
Во время занятия Воронежа конным корпусом генерала Шкуро был ранен и не смог эвакуироваться. Позже при попытке уйти из города был опознан и схвачен белогвардейцами. Содержался в подвале гостиницы Гранд-Отель. Среди старожилов существует предание, что Моисеев был приговорен к повешению, но потребовал расстрела, Он заявил, что в случае отказа размозжит себе голову об стену. Его требование было удовлетворено — его расстреляли 12 октября 1919 года. Через несколько дней после расстрела жена Моисеева Нина Николаевна забрала его тело и он был погребён на Новомитрофановском (Новостроящемся) кладбище. Могила не сохранилась.

## Память
Его именем в 1967 году названа улица, которая проходит вдоль мемориала Литературный некрополь.